# Patufet

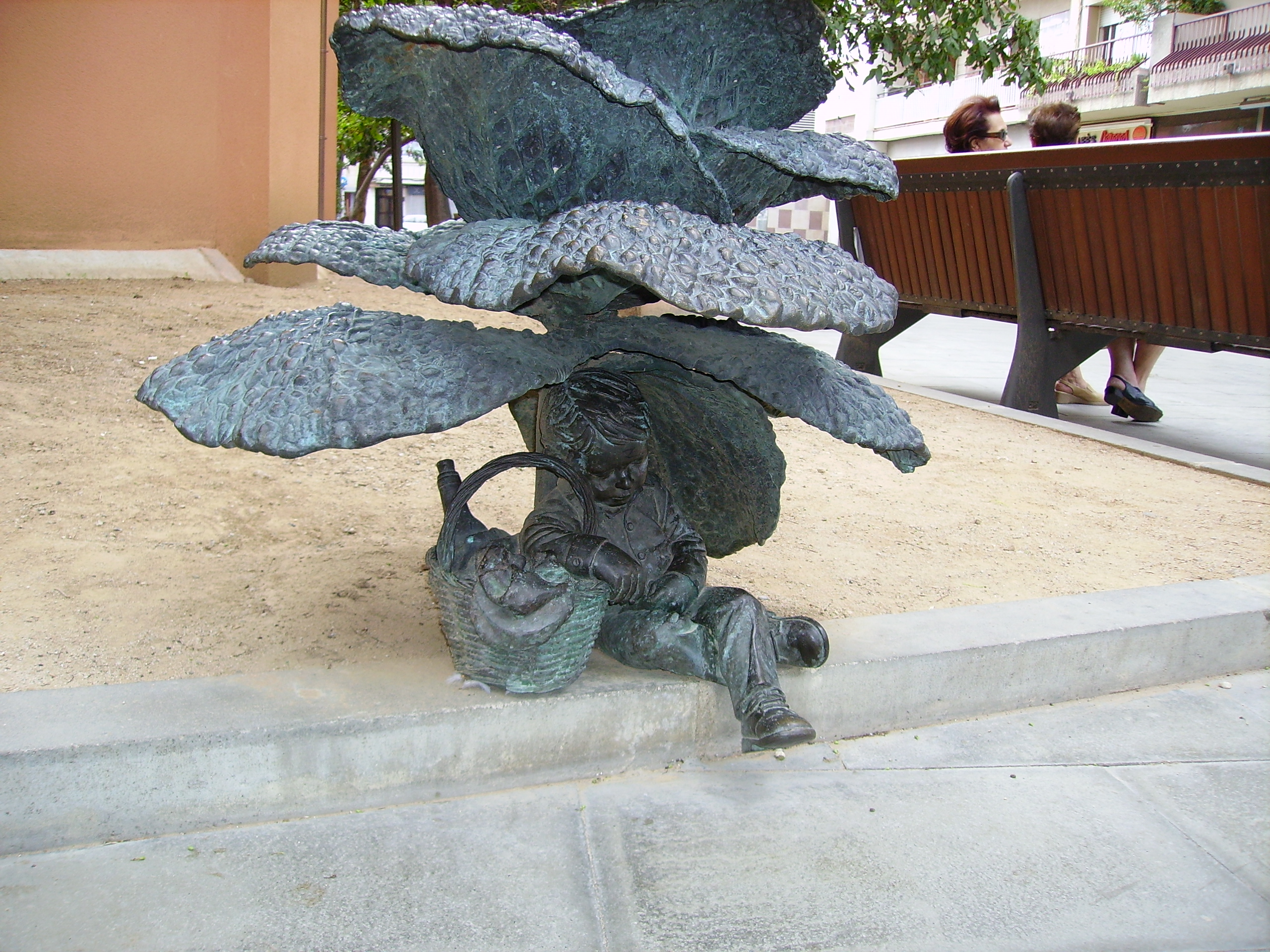
Beeld van Patufets op het Folch i Torresplein in Granollers, Catalonië. Gemaakt door Efraïm Rodríguez.

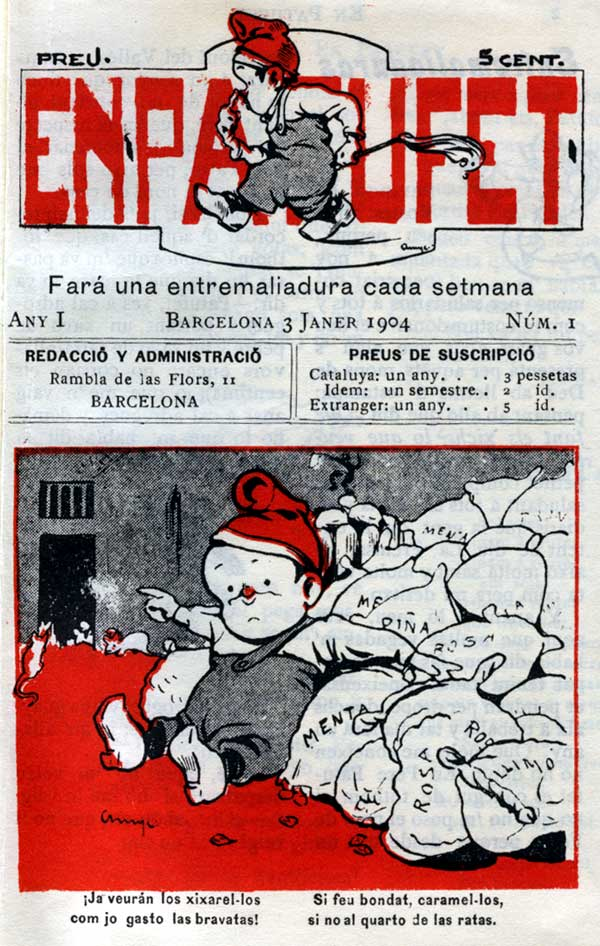
Omslag van het eerste nummer van En Patufet (1904)

Patufet is de hoofdpersoon uit een Catalaans sprookje.

## Uiterlijk en verhaal
Hij wordt meestal weergegeven als een heel klein kind, zo groot als een duim, met een grote rode barretina, zodat zijn ouders hem gemakkelijk kunnen terugvinden. Volgens het sprookje is Patufet eigenaardig en gemeen, totdat hij op een dag besluit om aan de wereld te laten zien dat hij ook nuttig kan zijn en dat men vertrouwen in hem kan hebben (in sommige versies is Patufet vanaf het begin van het verhaal aardig en moedig).
Het eerste wat hij gaat doen is naar de winkel om saffraan te kopen. Om niet te worden vertrapt door de mensen (hij is zo klein dat ze hem niet zien) zingt Patufet:
Patim patam patum,
Homes i dones del cap dret,
Patim patam patum,
No trepitgeu en Patufet
(Patim patam patum, / Mannen en vrouwen die richting mij komen, / Patim patam patum, / Stap niet op Patufet)
De mensen zien alleen een geldmuntje dat loopt en zingt, maar desondanks slaagt hij in zijn missie. Vervolgens besluit hij om naar een boerderij te gaan en zijn maaltijd aan zijn vader te geven. Helaas heeft Patufet geen geluk en wordt hij opgegeten door een os.
Na een poosje gaan zijn ouders hem zoeken en roepen "Patufet, on ets?" (Patufet, waar ben je?). Patufet antwoordt vanuit de os:
Sóc a la panxa del bou,
que no hi neva ni plou.
Quan el bou farà un pet,
Sortirà en Patufet!
(Ik ben in de buik van de os, / waar het niet sneeuwt noch regent. / Wanneer de os een wind laat, / zal Patufet tevoorschijn komen!)
Na een poosje horen ze Patufets zachte stem en zijn moeder geeft de os gras, zodat hij een wind laat.
Dit verhaal kan worden beschouwd als symbool voor het ouder worden en de stap naar volwassenheid.
Tegenwoordig wordt het woord patufet vaak in het Catalaans gebruikt voor een heel klein kind. Overigens is het Spaanse woord voor Smurfen, Pitufos, afgeleid van Patufet.

## Tijdschrift
En Patufet was een Catalaans tijdschrift voor kinderen, dat werd gepubliceerd van 1904 tot 1938 en van 1968 tot 1973.